# Мартирена, Гастон
Гастон Николас Мартирена Торрес (исп. Gastón Nicolás Martirena Torres; род. 5 января 2000, Монтевидео) — уругвайский футболист, защитник клуба «Расинг».

## Клубная карьера
Мартирена — воспитанник клуба «Ливерпуль». 24 марта 2021 года в матче против «Монтевидео Сити Торке» он дебютировал в уругвайской Примере. 1 августа в поединке против «Монтевидео Сити Торке» Гастон забил свой первый гол за «Ливерпуль». Летом 2023 года Мартирена перешёл в аргентинский «Расинг». Сумма трансфера составила 2,4 млн. евро. В матче против «Унион Сант-Фе» он дебютировал в аргентинской Примере. 21 сентября в поединке против «Ньюэллс Олд Бойз» Гастон забил свой первый гол за «Расинг». 